# Clitofó (oligarca)
Clitofó o Clitofont (en llatí Cleitophon, en grec antic Κλειτόφων) va ser un estadista i oligarca atenenc que va viure al segle v aC, i hauria mort a finals d'aquest segle o a inicis del segle IV aC. El seu paper en la política d'Atenes hauria facilitat el cop d'estat oligàrquic que va portar al govern dels Quatre-cents l'any 411 aC.

## Biografia
Se'n sap poc de la primera part de la seva vida. Va participar en les reformes del govern d'Atenes després de la desastrosa expedició a Sicília de l'any 413 aC, i això fa pensar que podria haver nascut l'any 452 aC o fins i tot abans, ja que el Consell assembleari del que formava part estava constituït per homes més grans de quaranta anys. La Constitució d'Atenes atribuïda a Aristòtil cita a Clitofó, i diu que va ser un dels primers defensors d'un retorn a la Constitució ancestral, un pas decisiu per la instauració dels Quatre-cents. L'obra parla també del seu càrrec com a ambaixador davant del navarc espartà Lisandre l'any 404 aC, en representació d'un sector de l'oligarquia moderada vinculada a Teràmenes.

## A la literatura
Plató diu que Clitofó era un col·laborador molt proper del sofista i retòric Trasímac de Calcedó i de l'orador Lísies. Clitofó va ajudar a Lísies defensant un breu però significatiu argument relativista: "L'avantatge del més fort és idèntica a la de qualsevol que el més fort pensi que és el més fort". Al diàleg platònic, potser apòcrif, que porta el seu nom, Clitofó es un alumne descontent amb Sòcrates, al que critica per la falta de coneixement positiu que tenia el mètode socràtic.
La comèdia d'Aristòfanes Les granotes relaciona a Clitofó amb Teràmenes i els parodia per la seva inconstància política.